# Mohammad Ali Jamalzadeh

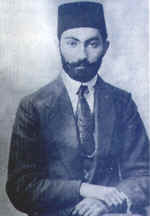
Mohammad Ali Jamalzadeh, 1915.

Mohammad Ali Jamalzadeh, persiska: محمد علی جمالزاده, född 13 januari 1892 i Esfahan, Iran, död 8 november 1997 i Genève, var en persisk författare och översättare. Han var den moderna novellens fader och en av de mest framstående författarna i Iran under 1900-talet. Hans främsta bok Yeki Bud Yeki Nabud (یکی بود یکی نبود ) utkom i Berlin 1921. Han behärskade utöver persiska även franska, tyska och arabiska flytande i tal och skrift.
Jamalzadeh slog sig ner i Genève 1931. Först 1979 reste han tillbaka till Iran efter över 50 år i exil. Han stödde den iranska revolutionen och prisade Ayatollah Khomeini i flera intervjuer.

## Översättningar
- Le Café du Surat [ Bernardin de Saint-Pierre ] (1921)
- The Story of Mankind [ Hendrik Wilhelm van Loon ] (1955)
- Wilhelm Tell  [ Friedrich Schiller ] (1956)
- Don Carlos [ Friedrich Schiller ] (1956)
- Selected Stories  [ Molière ] (1957)
- L'Avare [ Molière ] (1957)
- Democracy and Human Prestige (1959)
- En Folkerfiende [ Henrik Ibsen ] (1961)
- Turkmen War [ Conte de Gobineau ] (1973)